# Jussuf Ibrahim

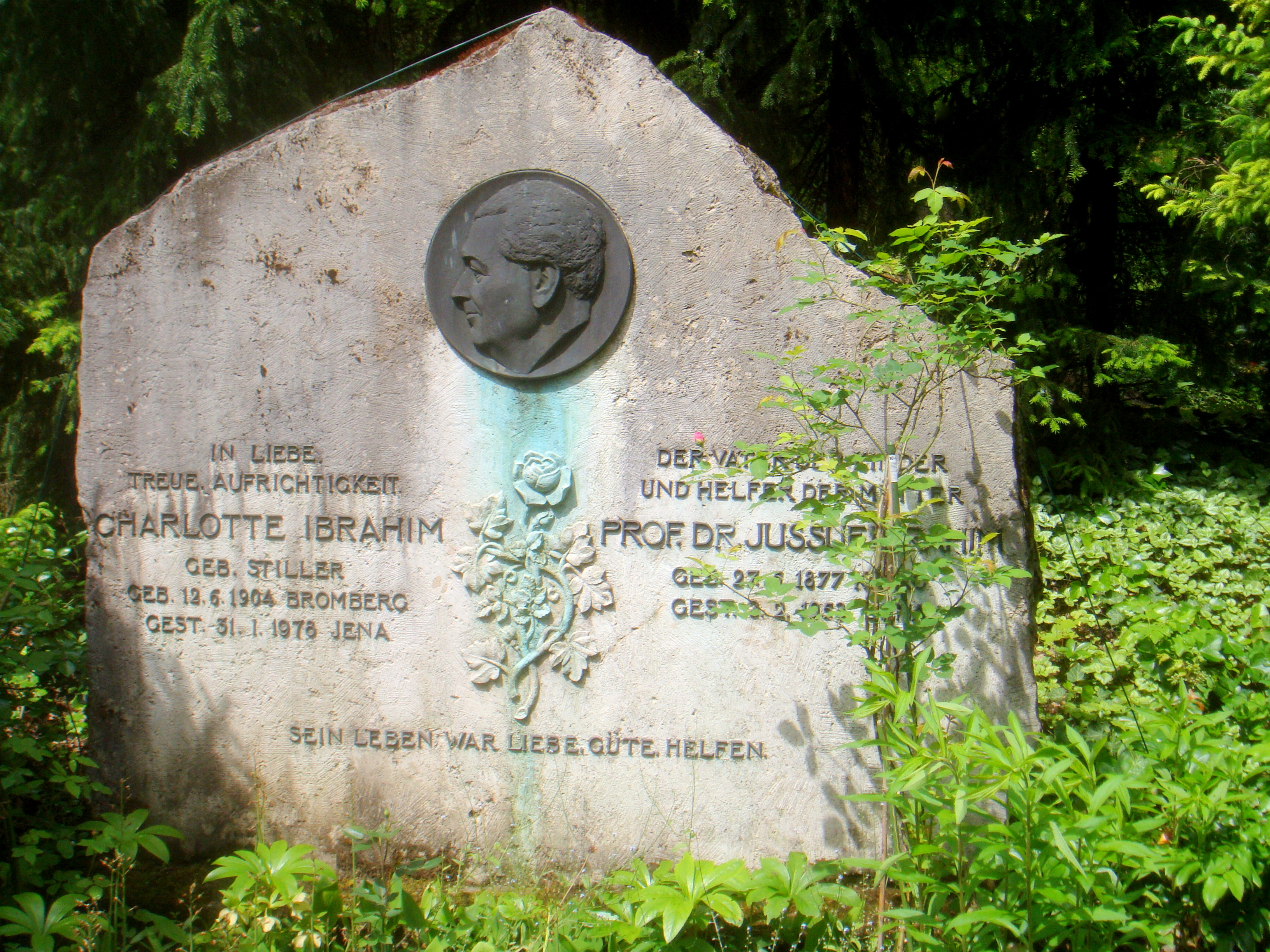
Nagrobek Jussufa Ibrahima na cmentarzu Północnym w Jenie

Jussuf Murad Bey Ibrahim (ar. يوسف إبراهيم, ur. 27 maja 1877 w Kairze, zm. 3 lutego 1953 w Jenie) – niemiecki lekarz pediatra zaangażowany w program eutanazji w nazistowskich Niemczech.
Był synem egipskiego lekarza Hassana Ibrahima (1844–1917) i Niemki Agnes Herzfeld. Jego bratem był chirurg Aly Ramis Ibrahim (Ibraham) (1875–1928). Jussuf Ibrahim studiował na Uniwersytecie Ludwika i Maksymiliana w Monachium; studia ukończył w 1900 roku. Pracował jako asystent w Heidelbergu tam uzyskał habilitację się w 1904 r. W 1912 został mianowany profesorem nadzwyczajnym. W 1915 przeniesiono go na katedrę Uniwersytetu Juliusza i Maksymiliana w Würzburgu. Od 1917 był profesorem na nowo utworzonej katedrze pediatrii Uniwersytetu Friedricha Schillera w Jenie.
W okresie narodowego socjalizmu poparł ideologię nazistowską, ale nie został przyjęty do NSDAP z powodu arabskiego pochodzenia. Kierując szpitalem dziecięcym w Jenie, doprowadził do eutanazji nieuleczalnie chorych dzieci.
W 1947 otrzymał doktorat honoris causa jenajskiej uczelni i tytuł honorowego obywatela miasta. W 1952 otrzymał nagrodę państwową NRD I klasy. Od połowy lat 80. zaczęto publikować prace na temat zaangażowania Jussufa Ibrahima w eutanazję. Po 2000 roku zmieniono nazwy noszących jego imię kliniki, ulicy i przedszkola w Jenie.